# Serpentari de les Andaman
El serpentari de les Andaman (Spilornis elgini) és una espècie d'ocell de la família dels accipítrids (Accipitridae). Habita als boscos de les illes Andaman. El seu estat de conservació es considera vulnerable.